# Krys
Krys foi um crocodilo de água salgada tido como maior já capturado, porém, não é reconhecido. O animal teria medido 8,6 metros, porém esse número é considerado "suspeito" devido a falta de evidências que comprovem a real existência do animal. Apesar disso, existe uma réplica em tamanho real do crocodilo na cidade de Normanton em Queensland, Austrália.

## Morte
O crocodilo teria sido morto com um único tiro pela polonesa Krystina Pawloski as margens do rio Norman na cidade de Normanton.